# 검둥개

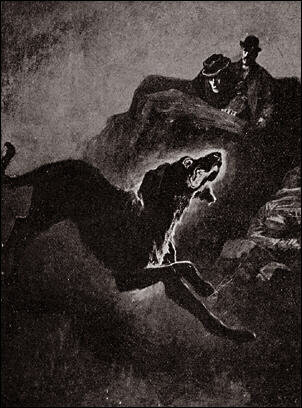
다트무어의 검둥개 전설에 영감을 받아 창작된 바스커빌 가문의 개..

검둥개(black dog 블랙독[*])는 브리튼 제도의 민담에 등장하는 존재이다. 기본적으로 야행성 귀신이며, 악마 또는 지옥견과 관련이 있다고도 한다. 검둥개의 출현은 죽음의 징조로 여겨진다. 그 생김새는 일반적인 개보다 크고, 커다랗고 불타오르는 눈을 가졌다. 서포크에서 전승되는 셔크 등의 검둥개는 뇌우와도 관련이 있다고 한다. 또한 검둥개들은 십자로, 사형 집행장소, 오래된 좁은 길 등의 장소와 연관지어지는 경우가 흔하다.
검둥개 전승의 기원은 불명확하다. 이 환상종이 영국의 것이기 때문에, 이것이 켈트 전통의 것인지 게르만 전통의 것인지 구분하는 것조차 불가능하다. 다만 유럽 지역의 여러 신화들에 걸쳐 개는 죽음과 연관지어져 왔다. 예컨대 웨일스의 쿤 안눈, 노르드의 가름 그리스의 케르베로스 등이 그러하며, 이 셋은 어떠한 방식으로든 저승세계의 파수꾼 노릇을 하고 있다. 이것은 아무래도 개의 청소 동물적 특성에서 기인한 것으로 보이며, 영국의 검둥개는 이러한 고대의 지옥견 신화가 살아남은 것일 수도 있다. 검둥개들은 거의 모두 악의적인 존재이며, 그 중에서도 요크셔의 바르게스트 같은 것은 직접적으로 인간에게 해를 끼친다. 그러나 드물게 서머셋이나 미국 코네티컷의 행잉힐스에서는 자애로운 검둥개들이 전승되고 있기도 하다.

## 같이 보기
- 아누비스
- 펜리르
- 바르그
- 문화 속 늑대